# Каракара червоногорла
Каракара червоногорла (Ibycter americanus) — вид хижих птахів родини соколових (Falconidae).

## Поширення
Вид поширений в Центральній і Південній Америці від півдня Мексики до Амазонії. Його природні місця проживання — субтропічні або тропічні вологі низовинні ліси та субтропічні або тропічні вологі гірські ліси.

## Опис
Середня довжина самців — 51 см, а середня довжина самиць — 56 см. Відрізняється від близького виду каракари чорної більшим розміром і оперенням, яке в основному чорне, а черевце, пір'я хвоста та під хвостом білі. Обличчя і горло голі з кількома чорними пір'їнами, розкиданими на горлі; відкрита шкіра червоного кольору.

## Спосіб життя
Мешкає на узліссях вологих лісів, на вирубках лісу, на його узліссях у водотоках, в лісистих місцевостях з вторинною рослинністю. Також у сухих лісах. Займає висоту між рівнем моря і висотою 1500 метрів. Трапляється в групах від 3 до 6 особин. Облаштовує гніздо на деревах, відкладає два-три білих яйця з бурими плямами.
Основу раціону складають личинок ос. Підійшовши до гнізда цих перетинчастокрилих, птах розриває його дзьобом, ловлячи личинок. Дорослі оси на нього не нападають. Також харчується фруктами, насінням, безхребетними, членистоногими та яйцями черепах.